# Rosine Lebrun
Rosine Lebrun Stentzsch (née à Munich le 29 avril 1783 - morte dans la même ville le 5 juin 1855) était une soprano, descendant d'une famille de musiciens, et   cantatrice à l'opéra.

## Carrière
Fille du hautboïste virtuose et compositeur badois Ludwig August Lebrun et de la soprano et compositrice badoise Franziska Danzi, Rosine Lebrun est une soprano et cantatrice. Comme sa sœur, Sophie Lebrun, elle étudie le piano avec Johann Andreas Streicher et le chant avec son oncle Franz Danzi. Elle est prodigieuse en cantatrice, et après son mariage le 30 novembre 1800 avec l'acteur de Munich Karl Stentzsch (1783-1855), elle s'est tournée vers l'interprétation lyrique, même si elle est toujours quelquefois une doublure à l'opéra. À la fin de l'an 1801 jusqu'à sa retraite le 1er janvier 1830, elle était membre de la troupe de théâtre de Munich. Sa fille, la comédienne Charlotte Stentzsch (1802-1877), en est aussi membre de 1822 à 1848.

## Annexe